# Longueville (Calvados)
Longueville település Franciaországban, Calvados megyében. Lakosainak száma 286 fő (2022. január 1.). Longueville Asnières-en-Bessin, Canchy, Colombières, Deux-Jumeaux és Formigny La Bataille községekkel határos.

## Népesség
A település népességének változása:
| Lakosok száma | 308  | 251  | 239  | 252  | 313  | 304  | 279  | 274  | 270  | 286  |
|               | 1968 | 1982 | 1990 | 2006 | 2013 | 2015 | 2017 | 2019 | 2020 | 2022 |